# Alexandra Ansanelli
Alexandra Noel Ansanelli (Manhasset, 20 dicembre 1980) è un'ex ballerina statunitense. È stata prima ballerina del New York City Ballet dal 2003 al 2005 e del Royal Ballet dal 2007 al 2009.

## Biografia
Alexandra Ansanelli è nata a Manhasset e ha studiato alla Friends Academy. Nel 1991 è stata ammessa alla School of American Ballet e quattro anni più tardi è stata scritturata dal New York City Ballet di New York.
Nel 2003, all'età di ventitré anni, è stata promossa al rango di prima ballerina della compagnia, con cui ha continuato a danzare fino al luglio 2005. Nel dicembre dello stesso anno si è unita al Royal Ballet di Londra in veste di prima solista e diciotto mesi più tardi è stata proclamata prima ballerina.
Con il Royal Ballet ha danzato molti dei maggiori ruoli del repertorio femminile, tra cui Aurora ne La bella addormentata, l'eponima protagonista in Ondine e Natalia Petrovna in A Month in the Country di Frederick Ashton, Tersicore nell'Apollon musagète e Rubini nel Jewels di George Balanchine, Gamzatti ne La Bayadère e la Fata Confetto ne Lo schiaccianoci di Peter Wright e il duplice ruolo di Odette e Odile ne Il lago dei cigni di Anthony Dowell. Nel 2007 ha esordito al Teatro alla Scala danzando nel Tchaikovsky Pas de Deux di Balanchine accanto a Federico Bonelli, suo collega al Royal Ballet.
Ha dato il suo addio alle scene all'età di 28 anni al termine della stagione teatrale 2008-2009.